# Mikel Lasa
Mikel Lasa Goikoetxea (* 9. September 1971 in Legorreta) ist ein ehemaliger spanischer Fußballspieler.

## Karriere

### Verein
Mikel Lasa wurde in der Jugendakademie von Real Sociedad ausgebildet und galt als großes Talent. Er durchlief sämtliche Juniorennationalmannschaften seines Heimatlandes und debütierte unter Trainer John Toshack mit 17 Jahren in der Primera División.
Zur Saison 1991/92 wechselte Lasa zum spanischen Rekordmeister Real Madrid, um langfristig Rafael Gordillo zu ersetzen. Nach anfänglichen Schwierigkeiten entwickelte er sich beim Hauptstadtklub zum Stammspieler. 1992/93 gewann er mit Real Madrid den spanischen Pokal und schoss im Finale gegen Real Saragossa das vorentscheidende 2:0. In der Saison 1994/95 bestritt er 25 Ligaspiele und gewann die spanische Meisterschaft. Nach der Verpflichtung von Roberto Carlos im Jahr 1996 wurde Lasa jedoch dauerhaft aus der Stammformation verdrängt.
Zur Spielzeit 1997/98 schloss sich Lasa daher dem Ligakonkurrenten Athletic Bilbao an, mit dem er als Stammspieler auf Anhieb den zweiten Platz in der Meisterschaft und somit die Qualifikation zur UEFA Champions League 1998/99 erreichte. In den folgenden drei Jahren kam er jedoch auch in Bilbao kaum noch zum Einsatz. 2001 wechselte er zum Zweitligisten Real Murcia, mit dem er in der Saison 2002/03 in die Primera División aufstieg. Obwohl er mit 31 Einsätzen großen Anteil an diesem Erfolg hatte, verließ er den Verein am Saisonende und spielte noch ein weiteres Jahr für den in derselben Stadt angesiedelten Zweitligaaufsteiger Ciudad de Murcia.

### Nationalmannschaft
Mikel Lasa bestritt 54 Länderspiele für die spanischen Juniorennationalteams. 1988 wurde er mit der U-16-Auswahl Europameister, 1992 gewann er mit der Olympiaauswahl die Goldmedaille und 1994 erreichte er mit der U-21-Auswahl den dritten Platz bei der U-21-Europameisterschaft. Nachdem er sich bei Real Madrid durchgesetzt hatte, debütierte er am 24. Februar 1993 im WM-Qualifikationsspiel gegen Litauen in der A-Nationalmannschaft. Sein zweites und bereits letztes Länderspiel bestritt er im Juni desselben Jahres erneut gegen Litauen.

## Erfolge
Mit dem Verein
- Spanischer Meister: 1994/95, 1996/97
- Copa del Rey: 1992/93
- Supercopa de España: 1993
- Aufstieg in die Primera División: 2002/03

Mit der Nationalmannschaft
- U-16-Europameister: 1988
- Goldmedaille beim olympischen Fußballturnier: 1992